# Naturschutzgebiet Elbschebach Witten Bommerholz
Das Naturschutzgebiet Elbschebach Witten Bommerholz ist ein rund 32 Hektar großes Naturschutzgebiet im Tal der Elbsche, das sich grenzüberschreitend in den beiden kreisangehörigen Städten Witten und Wetter (Ruhr) in Nordrhein-Westfalen befindet. Es wurde 1984 im Zuge der Landschaftsplanaufstellung des Ennepe-Ruhr-Kreises eingerichtet und trägt die Objektkennung EN-007.
Etwa 52,5 Prozent der Schutzgebietsfläche gehören zum Wittener Stadtgebiet (Bommerholz, Gemarkung Vormholz), etwa 47,5 Prozent zum Wetteraner Stadtgebiet (Gemarkungen Esborn und Wengern). Auf etwa 1,6 km Bachlänge innerhalb des Naturschutzgebiets stellt die Elbsche die Gemeindegrenze zwischen Witten und Wetter dar. 

## Gebiet
Die Elbsche ist ein fast 8 km langer Mittelgebirgsbach, der von Süden kommend in die Ruhr mündet. Das Naturschutzgebiet erstreckt sich entlang des Baches auf gut 1,9 km Länge seines Mittellaufs. Beidseitig des Baches sind die Auen- und teilweise daran angrenzende Hangbereiche ins Gebiet einbezogen. Dabei ist die Schutzgebietsgrenze mindestens 6 m und maximal 245 m vom Gewässer entfernt. Innerhalb des Gebiets gibt es einen Höhenunterschied von 58 m.
Im Süden, knapp außerhalb des Schutzgebiets, wird an der Ratelbecke eine Fischteichanlage bewirtschaftet. Weitere Teiche liegen bachabwärts, nördlich des Naturschutzgebiets, am Mühlenfeld bei der Wengerner Mühle. Im teilweise abgesperrten Nordteil des Naturschutzgebiets (Privatgelände) befindet sich direkt an der Elbsche das Mundloch des Friedrich Wilhelm Erbstolln der ehemaligen Zeche Flachsteich. Im Südwesten befindet sich im Wald, etwa 80 m vom Naturschutzgebiet entfernt, das Sprenggelände der ehemaligen Dynamitfabrik Bommerholz (1878–1898, später Dynamitlager Rheinische Dynamitfabrik; von dort aus wurden eine Zeit lang Steinbruchbetriebe und Zechen des Ruhrgebietes mit Sprengstoff versorgt).
Die NSG-Grenzen werden größtenteils durch Straßen und Wege, im Osten teilweise durch den bewaldeten Damm der ehemaligen Elbschetalbahn gebildet. 

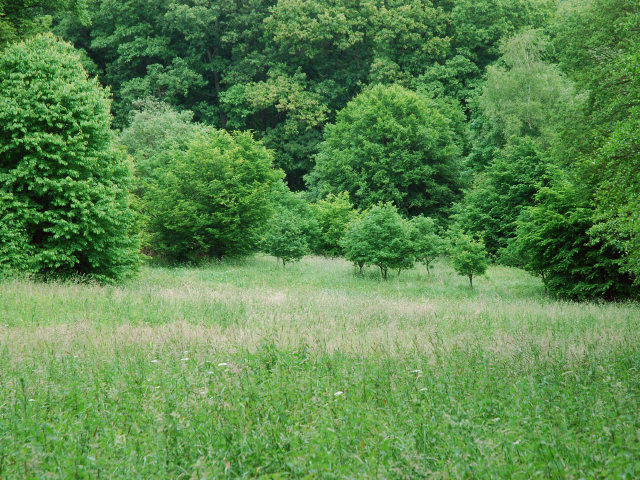
Artenreiche Grünlandbrache im Auenbereich
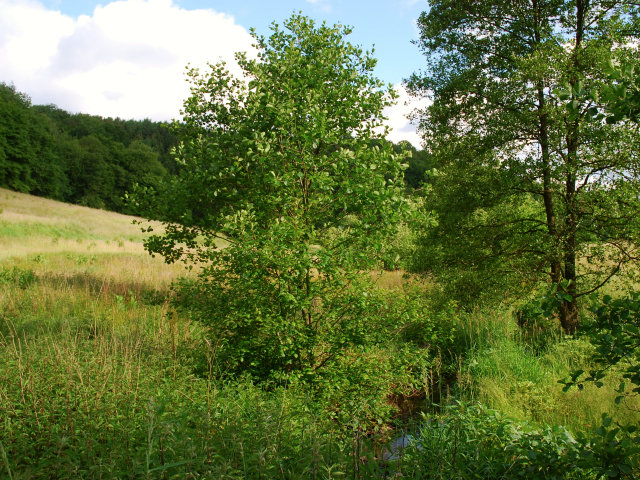
Bachbegleitende Erlen an der NSG-Südgrenze
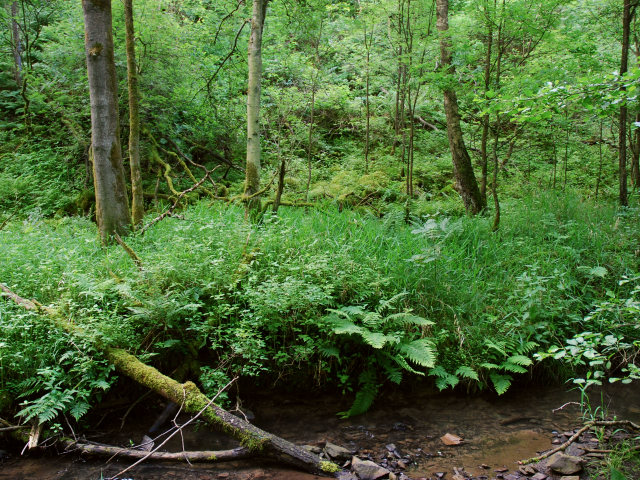
Bachaue mit bewaldetem Abhang

## Schutzziele
Vorrangige Schutzziele für das NSG sind die Erhaltung der strukturreichen Bachaue mit Sumpfwäldchen und Nassbrachen sowie die Erhaltung bzw. Wiederherstellung des naturnahen Bachlaufs.

## Tourismus
Das Naturschutzgebiet ist eingebettet in Waldbereiche, die zur Naherholung genutzt werden. Durchs Gebiet verlaufen einige Wege, die unterschiedlich gut begehbar sind. Einige Abschnitte im Nordteil sind als Forststraße ausgebaut. Andere Abschnitte, vor allem entlang der Südwestgrenze des Gebiets, gehören zum örtlichen Wanderwegenetz. Des Weiteren existieren einige Trampelpfade, meist auf alten Wirtschaftswegen, die jedoch entweder stark zugewachsen oder dank Gewässernähe und illegaler Benutzung durch Reiter überwiegend sehr matschig und ohne Gummistiefel kaum benutzbar sind. 
Grundsätzlich gilt im Naturschutzgebiet das Wegegebot. 